# داوید داترو فوفانا
داوید داترو فوفانا (فرانسوی: David Datro Fofana‎؛ زادهٔ ۲۲ دسامبر ۲۰۰۲) بازیکن فوتبال اهل ساحل عاج است.
از باشگاه‌هایی که در آن بازی کرده است می‌توان به مولده اشاره کرد.
وی همچنین در تیم ملی فوتبال ساحل عاج بازی کرده است.